# Церковь Успения Богородицы в Колмове
Церковь Успения Богородицы в Колмове — православный храм в Великом Новгороде, на левом берегу реки Волхов в северной части города. Бывший собор упразднённого в 1764 году Колмовского монастыря, ныне приходская церковь Новгородской епархии Русской православной церкви.

## История
Построена на месте более ранней каменной церкви в 1530-33 годах при новгородском архиепископе Макарии. План церкви был обычным для XVI века: квадратный одноапсидный четырёхстолпный храм. Большой вынос лопаток на внешних стенах был характерен ещё для домонгольских церквей. Лопатки делят фасады на три части, вверху они переходят в арки закомар. В 1685 году церковь перестраивал А. Мокеев, в 1976—1997 была проведена научная реставрация под руководством Н. Н. Кузьминой.
Расцвет Колмовского монастыря приходится на XVII век. В 1706 году новгородский митрополит Иов приказал провести работы по благоустройству монастыря и основал при нём больницу для инвалидов и первый в России воспитательный дом для сирот и незаконнорождённых детей. В 1764 году в ходе церковной реформы монастырь был упразднён, церковь стала приходской. С XVII века на территории монастыря располагалась колония для умалишённых, в XIX веке церковь также была тюремной (при пересыльной тюрьме).
В настоящее время — действующий храм РПЦ.

## Архитектура и интерьер
Объём трапезной имеет полуцилиндрический свод, стены побелены. Основной четырёхстолпный объём открыт вверх, стены побелены, иконостас современный, тябловый, на стенах и столпах много икон, в том числе XIX века.
Отдельно стоящая шатровая колокольня — остаток монастырской трапезной Троицкой церкви.